# Yngve Hagstrand
Yngve Eugen Hagstrand, född 19 oktober 1886 i Borås, död 3 december 1972 i Bosebo församling, Jönköpings län, var en svensk väg- och vattenbyggnadsingenjör. 
Hagstrand, som var son till stadsingenjör Reinhold Hagstrand och Amalia Martina Seldén, avlade studentexamen i Vänersborg 1905 och utexaminerades från Chalmers tekniska läroanstalt 1910. Han var anställd vid Göteborgs hamnstyrelse 1911–1913, vid Trollhätte kraftverks linjebyggnad 1913, vid Helsingborgs stads byggnadskontor från 1913, blev, efter att Elis Thuresson lämnat sin tjänst, tillförordnad byggnadschef 1928, samt var byggnadschef och gatuchef där 1931–1951. Han var även verksam som fackboksförfattare.